# Hatton Cross
Hatton Cross – stacja metra londyńskiego obsługiwana przez linię Piccadilly, położona w bezpośrednim sąsiedztwie lotniska Heathrow, na terenie London Borough of Hillingdon. Została otwarta w 1975 roku i przez pierwsze dwa lata stanowiła jeden z krańców linii. W roku 2009 skorzystało z niej ok. 2,715 mln pasażerów. Jest stacją graniczną między piątą i szóstą strefą biletową.

## Galeria

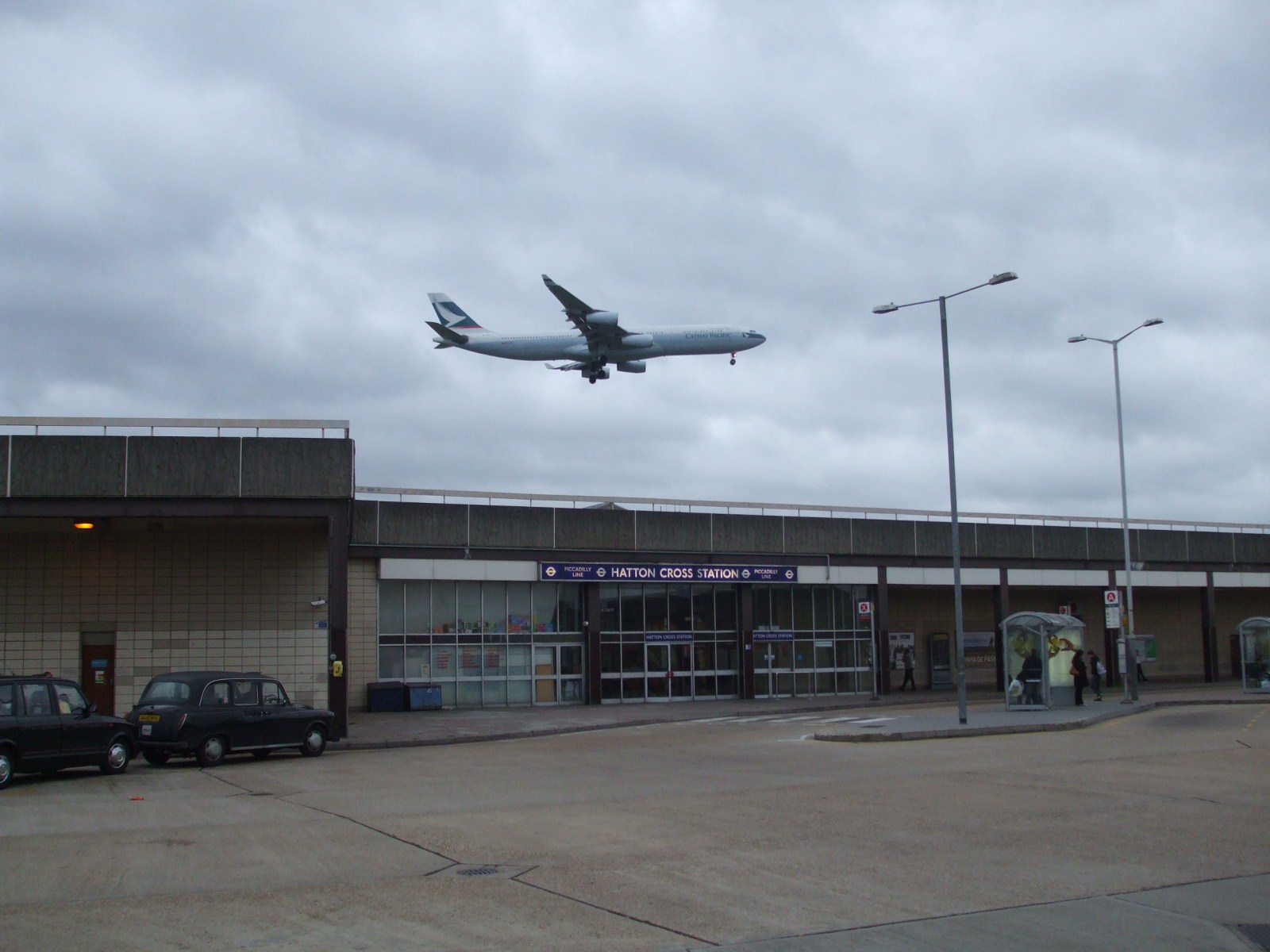
Samolot linii Cathay Pacific podchodzący do lądowania nad budynkiem stacji
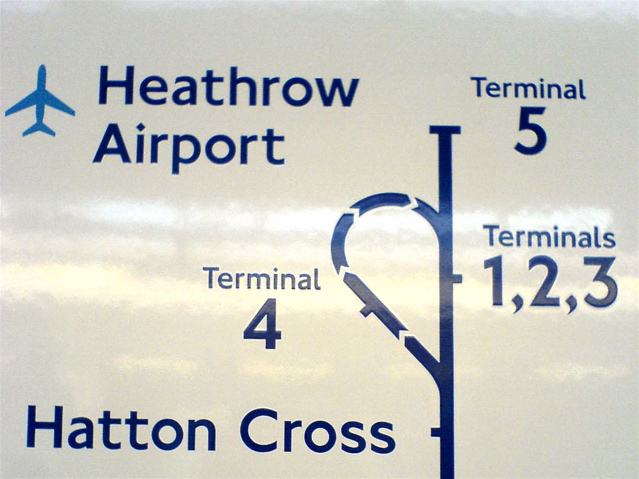
Hatton Cross na schemacie stacji obsługujących lotnisko Heathrow
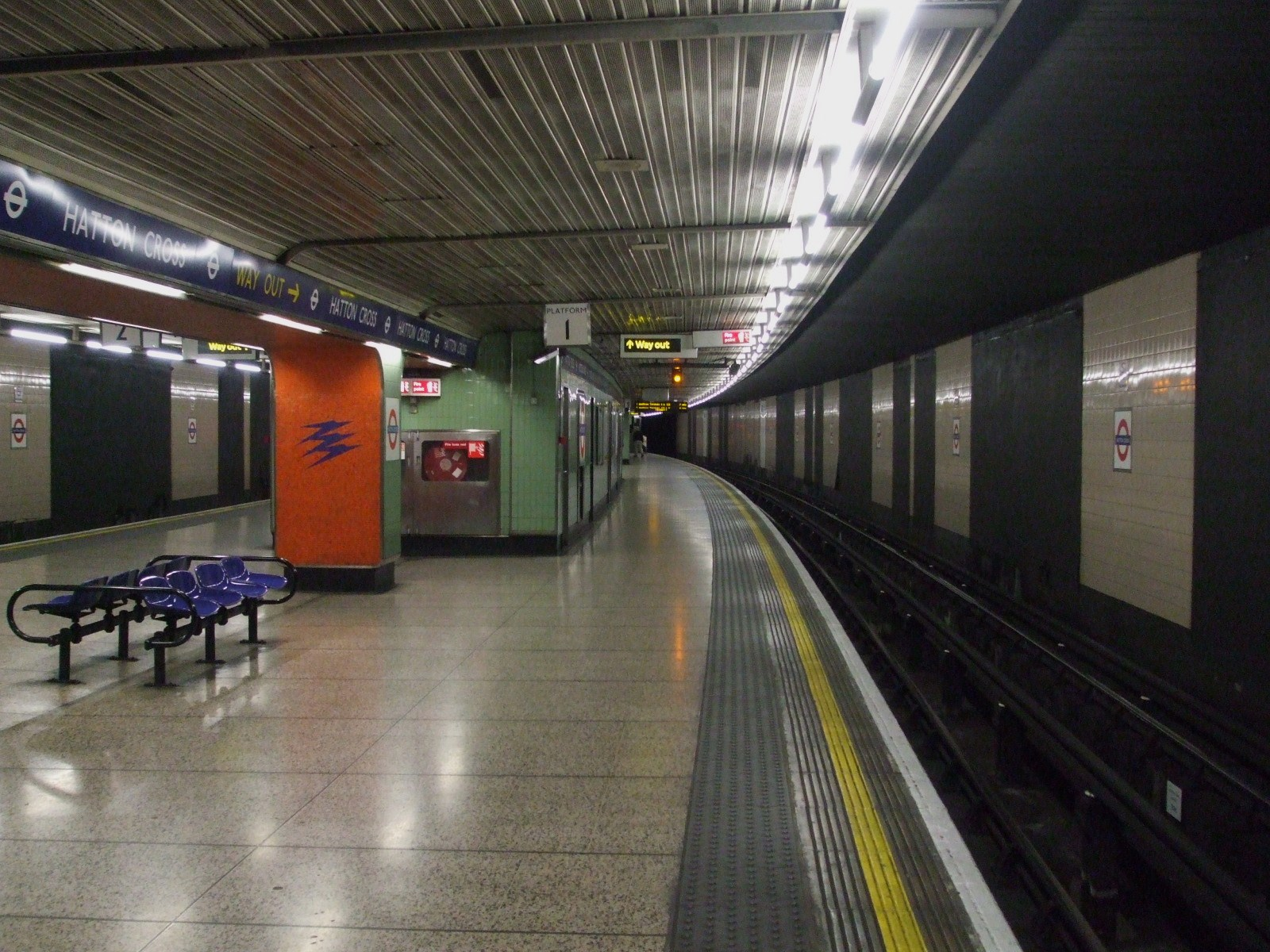
Jeden z peronów
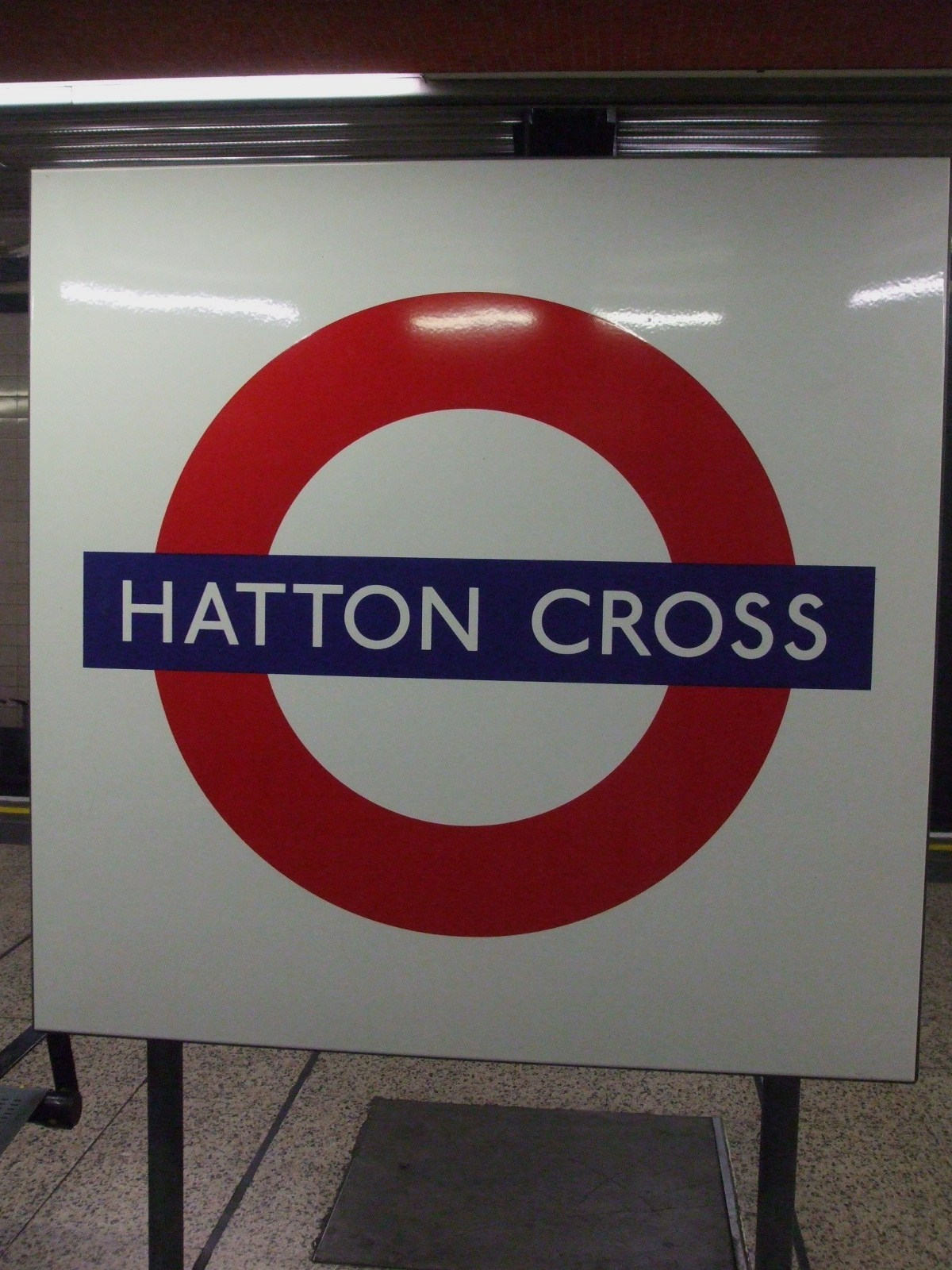
Logo stacji